# Seznam dílů seriálu American Crime Story
Toto je seznam dílů seriálu American Crime Story.

## Přehled řad
| Řada | Díly | Premiéra v USA | Premiéra v USA    | Premiéra v ČR  | Premiéra v ČR  |
| Řada | Díly | První díl      | Poslední díl      | První díl      | Poslední díl   |
| ---- | ---- | -------------- | ----------------- | -------------- | -------------- |
| 1    | 10   | 2. února 2016  | 5. dubna 2016     | 6. května 2018 | 9. června 2018 |
| 2    | 9    | 17. ledna 2018 | 21. března 2018   | 7. dubna 2018  | 5. května 2018 |
| 3    | 10   | 7. září 2021   | 9. listopadu 2021 | bude oznámeno  | bude oznámeno  |

## Seznam dílů

### První řada:Lid versus O. J. Simpson(2016)
| Č. v seriálu | Č. v řadě | Původní název             | Český název        | Režie             | Scénář                                                               | Premiéra v USA  | Premiéra v ČR   |
| ------------ | --------- | ------------------------- | ------------------ | ----------------- | -------------------------------------------------------------------- | --------------- | --------------- |
| 1            | 1         | From the Ashes of Tragedy | Z popela tragédie  | Ryan Murphy       | Scott Alexander a Larry Karaszewski                                  | 2. února 2016   | 6. května 2018  |
| 2            | 2         | The Run of His Life       | Na útěku           | Ryan Murphy       | Scott Alexander a Larry Karaszewski                                  | 9. února 2016   | 12. května 2018 |
| 3            | 3         | The Dream Team            | Tým snů            | Anthony Hemingway | D. V. DeVincentis                                                    | 16. února 2016  | 13. května 2018 |
| 4            | 4         | 100% Not Guilty           | 100% nevinný       | Anthony Hemingway | Maya Forbes, Wallace Wolodarsky, Scott Alexander a Larry Karaszewski | 23. února 2016  | 19. května 2018 |
| 5            | 5         | The Race Card             | Rasová karta       | John Singleton    | Joe Robert Cole                                                      | 1. března 2016  | 20. května 2018 |
| 6            | 6         | Marcia, Marcia, Marcia    | Mediální masáž     | Ryan Murphy       | D. V. DeVincentis                                                    | 8. března 2016  | 26. května 2018 |
| 7            | 7         | Conspiracy Theories       | Konspirační teorie | Anthony Hemingway | D. V. DeVincentis                                                    | 15. března 2016 | 27. května 2018 |
| 8            | 8         | A Jury in Jail            | Uvězněná porota    | Anthony Hemingway | Joe Robert Cole                                                      | 22. března 2016 | 2. června 2018  |
| 9            | 9         | Manna from Heaven         | Dar z nebes        | Anthony Hemingway | Scott Alexander a Larry Karaszewski                                  | 29. března 2016 | 3. června 2018  |
| 10           | 10        | The Verdict               | Verdikt            | Ryan Murphy       | Scott Alexander a Larry Karaszewski                                  | 5. dubna 2016   | 9. června 2018  |

### Druhá řada:Versace(2018)
| Č. v seriálu | Č. v řadě | Původní název              | Český název            | Režie                 | Scénář                      | Premiéra v USA  | Premiéra v ČR  |
| ------------ | --------- | -------------------------- | ---------------------- | --------------------- | --------------------------- | --------------- | -------------- |
| 11           | 1         | The Man Who Would Be Vogue | Muž, který žil módou   | Ryan Murphy           | Tom Rob Smith               | 17. ledna 2018  | 7. dubna 2018  |
| 12           | 2         | Manhunt                    | Pátrání                | Nelson Cragg          | Tom Rob Smith               | 24. ledna 2018  | 8. dubna 2018  |
| 13           | 3         | A Random Killing           | Třetí oběť             | Gwyneth Horder-Payton | Tom Rob Smith               | 31. ledna 2018  | 14. dubna 2018 |
| 14           | 4         | House by the Lake          | Dům u jezera           | Daniel Minahan        | Tom Rob Smith               | 7. února 2018   | 15. dubna 2018 |
| 15           | 5         | Don't Ask Don't Tell       | Neptej se, nic neříkej | Daniel Minahan        | Tom Rob Smith               | 14. února 2018  | 21. dubna 2018 |
| 16           | 6         | Descent                    | Na dně                 | Gwyneth Horder-Payton | Tom Rob Smith               | 28. února 2018  | 22. dubna 2018 |
| 17           | 7         | Ascent                     | Vzestup                | Gwyneth Horder-Payton | Tom Rob Smith               | 7. března 2018  | 28. dubna 2018 |
| 18           | 8         | Creator/Destroyer          | Sladká minulost        | Matt Bomer            | Tom Rob Smith a Maggie Cohn | 14. března 2018 | 29. dubna 2018 |
| 19           | 9         | Alone                      | V pasti                | Daniel Minahan        | Tom Rob Smith               | 21. března 2018 | 5. května 2018 |

### Třetí řada:Impeachment(2021)
| Č. v seriálu | Č. v řadě | Původní název                        | Český název   | Režie                      | Scénář                                        | Premiéra v USA    | Premiéra v ČR |
| ------------ | --------- | ------------------------------------ | ------------- | -------------------------- | --------------------------------------------- | ----------------- | ------------- |
| 20           | 1         | Exiles                               | bude oznámeno | Ryan Murphy                | Sarah Burgess                                 | 7. září 2021      | bude oznámeno |
| 21           | 2         | The President Kissed Me              | bude oznámeno | Michael Uppendahl          | Sarah Burgess                                 | 14. září 2021     | bude oznámeno |
| 22           | 3         | Not to Be Believed                   | bude oznámeno | Michael Uppendahl          | Sarah Burgess                                 | 21. září 2021     | bude oznámeno |
| 23           | 4         | The Telephone Hour                   | bude oznámeno | Laure de Clermont-Tonnerre | Flora Birnbaum                                | 28. září 2021     | bude oznámeno |
| 24           | 5         | Do You Hear What I Hear?             | bude oznámeno | Laure de Clermont-Tonnerre | Halley Feiffer                                | 5. října 2021     | bude oznámeno |
| 25           | 6         | Man Handled                          | bude oznámeno | Ryan Murphy                | Sarah Burgess                                 | 12. října 2021    | bude oznámeno |
| 26           | 7         | The Assassination of Monica Lewinsky | bude oznámeno | Michael Uppendahl          | Sarah Burgess, Flora Birnbaum a Daniel Pearle | 19. října 2021    | bude oznámeno |
| 27           | 8         | Stand by Your Man                    | bude oznámeno | Rachel Morrison            | Flora Birnbaum                                | 26. října 2021    | bude oznámeno |
| 28           | 9         | The Grand Jury                       | bude oznámeno | Rachel Morrison            | Sarah Burgess                                 | 2. listopadu 2021 | bude oznámeno |
| 29           | 10        | The Wilderness                       | bude oznámeno | Michael Uppendahl          | Sarah Burgess                                 | 9. listopadu 2021 | bude oznámeno |

### Čtvrtá řada
Krátce před premiérou Impeachmentu byl 13. srpna 2021 oznámen vývoj potencionální čtvrté řady nazvané Studio 54.